# Hostel de Verdelin
El Hostel de Verdelin, también conocido como Palazzo Verdelin o la Casa delle Colombe, es un palacio ubicado en La Valeta, Malta, que fue construido a mediados del siglo XVII por el caballero Jean-Jacques de Verdelin y es un ejemplo temprano de arquitectura barroca en Malta. El palacio alberga actualmente una comisaría y un restaurante.

## Historia
El albergue de Verdelin fue construido alrededor de la década de 1650 (algunas fuentes afirman que fue construido en la década de 1660, como 1662  o 1666,  pero en 1662 las instalaciones ya fueron entregadas a Paul de Verdelin del propietario original ) para Jean-Jacques de Verdelin, un caballero francés de la Orden de San Juan que era sobrino de Hugues Loubenx de Verdalle  y que ocupó varios cargos importantes, incluido el de Comandante de Artillería, Auditor de Cuentas y Gran Comendador.  El palacio se atribuye al arquitecto italiano Francesco Buonamici, a quien a veces se le atribuye la introducciónArquitectura barroca en Malta. 
Tras la muerte de Verdelin en 1678, el palacio fue heredado por su hermano Jean-François de Verdelin, que también era caballero. Posteriormente pasó a ser propiedad de la Orden y se utilizó como albergue. Fue transferido al gobierno durante la ocupación francesa de Malta en 1798,  y en este punto, dos escudos de armas en la fachada fueron desfigurados.

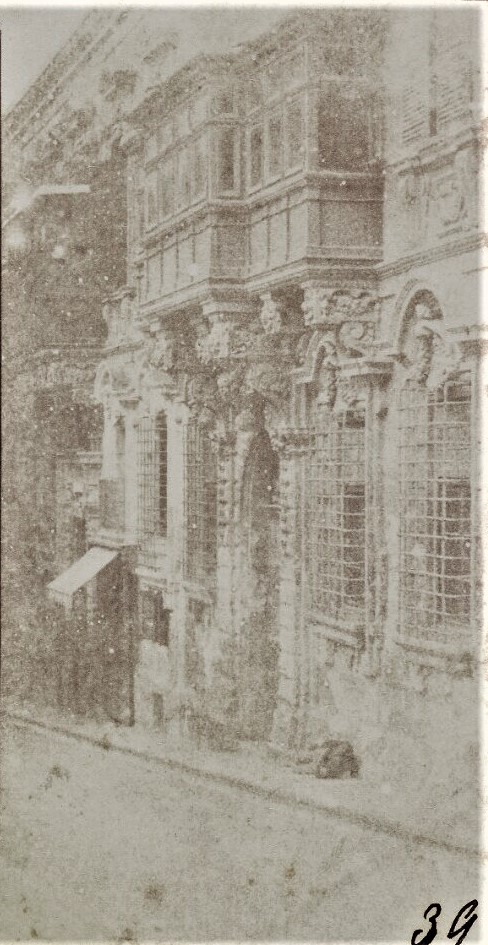
Edificio en 1846

La parte prominente del edificio visto desde St George Square albergó el Vicary's Hotel durante el período británico, que fue uno de los primeros hoteles en Malta. El edificio posteriormente albergó el Club Deportivo de la Función Pública. Durante algunos años acogió el Círculo conocido como La Giovane Malta.
La otra parte del edificio fue arrendada al gobierno en 1962. Desde entonces ha albergado la Caja de Ahorros del Gobierno de Malta y más tarde el Banco di Roma, después de lo cual se convirtió en una comisaría de policía.
La fachada del edificio fue incluida en la Lista de Antigüedades de 1925. 

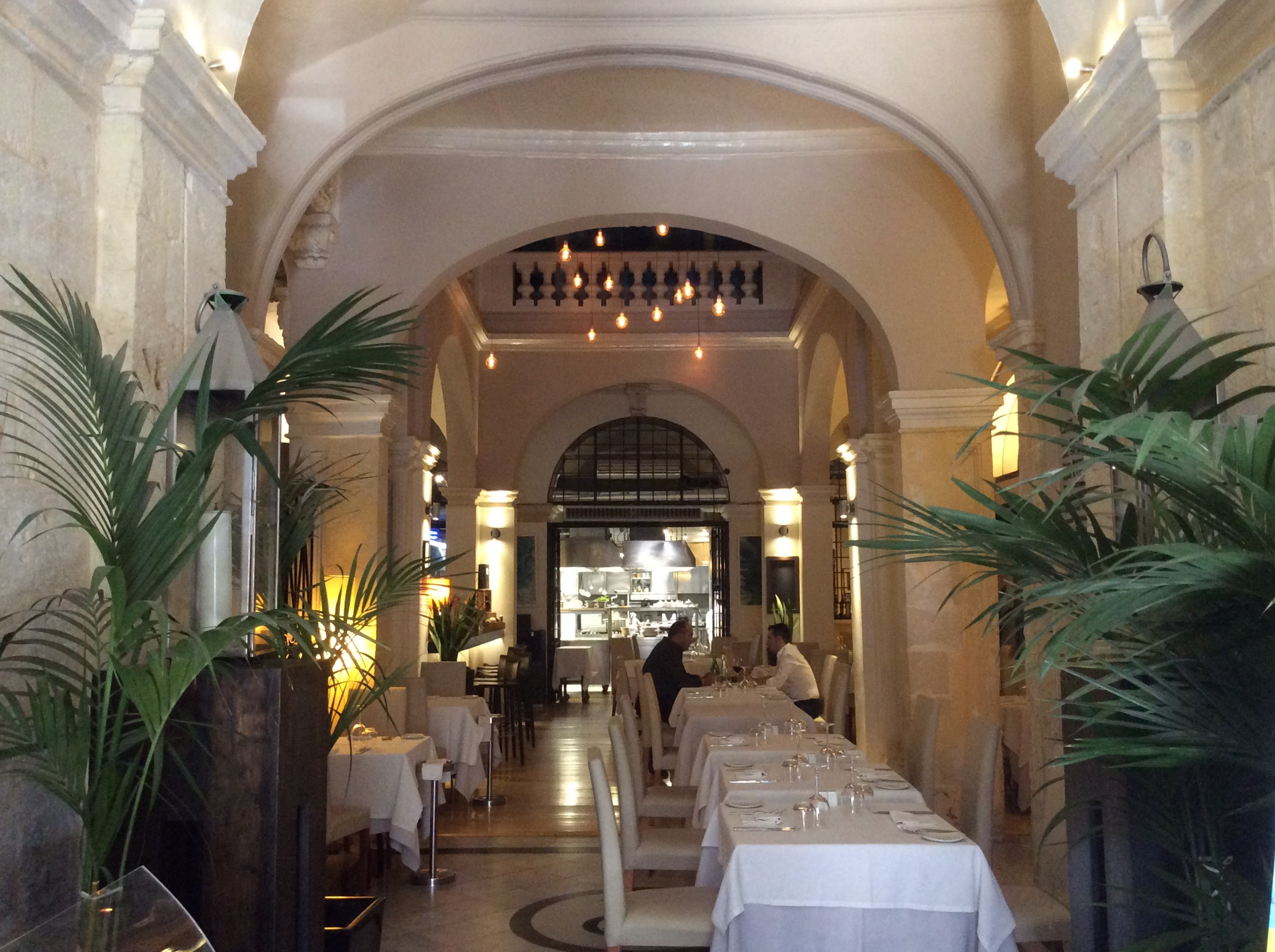
El Club Deportivo de Servicio Civil, aquí mostrado cuando albergaba el restaurante de Michael.

El palacio pertenece actualmente a 12 propietarios privados, entre ellos Marco Gaffarena, los herederos de Antonio Zammit y la firma B. Tagliaferro and Sons Ltd. Los propietarios exigen que la propiedad sea desocupada desde octubre de 2014.  Parte del edificio alojado un restaurante llamado Michael's por un período de aproximadamente dos años alrededor de 2014.  Ahora alberga un restaurante llamado Gracy's.

## Arquitectura
El Hostel de Verdelin es un ejemplo temprano de arquitectura barroca en Malta. Su ornamentada fachada tiene importantes influencias del estilo barroco español , que es inusual en Malta, donde el barroco italiano y francés es más común.  Se dice que su fachada es una de las más finas de La Valeta y se describe como un ejemplo impresionante de tejido artístico en la Malta urbana.  Las ventanas ornamentadas son la pieza central de la fachada.  En el siglo XIX, durante el período británico, los balcones de madera cerrados reemplazaron la estructura anterior  que originalmente consistía en balcones de piedra. Dentro del edificio se encuentra una interpretación artística de De Verdelin en forma de pintura.  El palacio es el más grande de los tres edificios adyacentes que pertenecieron a Verdelin.